# Liste christlicher Medienunternehmen im deutschsprachigen Raum
Die folgende Liste von christlicher Medienunternehmen im deutschsprachigen Raum führt überkonfessionell bestehende sowie erloschene, Buch-, Musik-, Tonträger- und Zeitschriftenverlage, Plattenlabels sowie Radio- und Fernsehsender, deren Publikationen und Produktionen sich inhaltlich mit dem christlichen Glauben auseinandersetzen und diesen vertreten.

## Verlage
- Adeo Verlag, Asslar (gehört zur SCM-Verlagsgruppe, Holzgerlingen)
- Advent-Verlag, Lüneburg
- ArteMedia, Riehen bei Basel
- Artos-Verlag, Wuppertal
- Asaph-Verlag, Lüdenscheid
- Aussaat-Verlag, Wuppertal, Neukirchen-Vluyn (heute Marke der Neukirchener Verlagsgesellschaft)
- Beröa-Verlag, Zürich
- Berchtold Haller Verlag, Worblaufen bei Bern
- Betanien Verlag, Augustdorf
- Betulius Verlag, Stuttgart
- Bibellesebund Verlag, Winterthur (Schweiz) und Marienheide
- Blaukreuz-Verlag, Wuppertal und Bern, heute Lüdenscheid
- Bolanz Verlag, Friedrichshafen
- Born-Verlag, Kassel
- Bunte Auen Verlag Bielefeld
- Joh. Brendow & Sohn Verlag, Moers
- Brunnen-Verlag, Basel und Gießen
- Bundes-Verlag, Witten
- Christliche Literatur-Verbreitung, Bielefeld
- Christliche Schriftenverbreitung, Hückeswagen
- Christliche Verlagsgesellschaft, Dillenburg
- Christlicher Missions-Verlag, Bielefeld
- Christliches Verlagshaus, Stuttgart
- Claudius Verlag München
- Concordia-Verlag Zwickau[1]
- Daniel-Verlag, Retzow
- Deutsche Bibelgesellschaft
- Echter Verlag
- Edition Nehemia, Steffisburg
- ERF-Verlag, Wetzlar (heute als Marke SCM ERF-Verlag im SCM-Verlag aufgegangen)
- Europäisches Bibel Trainings Centrum (EBTC), Berlin[2]
- Evangelische Verlagsanstalt, Berlin, heute Leipzig
- Evangelisches Medienhaus, Stuttgart
- Fatzer-Verlag, Romanshorn (Schweiz)
- Felsenfest Musikverlag, Würzburg, heute Wesel
- Fontis-Verlag, Basel (bis 2016 Brunnen−Verlag, Basel)
- Verlag der Francke-Buchhandlung, Marburg
- Missionswerk FriedensBote, Marienheide
- Verlag Friedensstimme, Marienheide
- Gerth Medien, Asslar (gehört zur Stiftung Christliche Medien)
- Matthias Grünewald Verlag (im Schwabenverlag)
- Gütersloher Verlagshaus, Gütersloh (gehört zur Verlagsgruppe Random House, München)
- Hänssler-Verlag, Holzgerlingen (heute Marke SCM Hänssler im SCM-Verlag)
- Haus der Musik Musikverlag, Wiesbaden
- HIS Ministries, Esslingen am Neckar
- Verlag Herder, Freiburg im Breisgau
- Verlag Hans-Rudolf Hintermann, Beinwil am See, Schweiz (deutscher Ableger ehemals in Bad Rappenau heute Marke im Kawohl Verlag)
- IM International, Innsbruck (Österreich)
- Inner Cube, Düsseldorf
- Verlag Junge Gemeinde, Leinfelden-Echterdingen
- Johannis-Verlag, Lahr (Schwarzwald) (heute aufgegangen im SCM-Verlag)
- Jona Verlag, Wangen (ehemals Jona-Kassettendienst, gehört heut zu KIR Music)
- Verlag Katholisches Bibelwerk, Stuttgart
- Kawohl Verlag, Wesel
- Verlag Kreuz, Stuttgart (heute Marke im Verlag Herder)
- Kunstverlag Josef Fink, Lindenberg im Allgäu
- Verlag der Liebenzeller Mission, Bad Liebenzell
- Leuchter-Verlag, Erzhausen
- Luther-Verlag, Bielefeld
- Lutherische Verlagsgesellschaft, Kiel
- Lutherisches Verlagshaus, Hannover
- Lydia-Verlag, Asslar
- Media Maria Verlag, Illertissen
- Mediatrix-Verlag, St. Andrä-Wördern (Österreich)
- Missionswerk Mitternachtsruf, Pfäffikon und Zürich
- MOSAICSTONES, Thun
- Neukirchener Verlagsgesellschaft, Neukirchen-Vluyn
- Oncken-Verlag, Kassel
- Oncken-Verlag, Kassel und Wuppertal, später Haan (heute im SCM-Verlag aufgegangen)
- One Way Medien, Sprockhövel, später Wuppertal
- Patmos Verlag, Düsseldorf (heute Marke im Schwabenverlag)
- Pila Music, Dettenhausen (heute Marke von Wort im Bild Verlags- und Vertriebsgesellschaft)
- Projektion J Verlag, Wiesbaden (heute in Gerth Medien aufgegangen)
- Präsenz-Verlag, Gnadenthal
- Samenkorn e.V., Christlicher Schriften- und Liederverlag, Steinhagen
- Sarto Verlag und Versandbuchhandlung, Katholische Literatur, Bobingen
- Schweizerische Bibelgesellschaft, Aarau, heute Biel
- Schwengeler Verlag, Winterthur, Heerbrugg, Berneck
- SCM-Verlag, Witten und Holzgerlingen
- SCM R. Brockhaus, Holzgerlingen (früher R. Brockhaus-Verlag, Wuppertal, später Haan)
- HSW – Hermann Schulte, Wetzlar (heute in Gerth Medien aufgegangen)
- Verlag Schulte + Gerth, Wetzlar, später Asslar (heute in Gerth Medien aufgegangen)
- Verlag Singende Gemeinde, Wuppertal
- Shalom-Verlag e.K., Bad Griesbach i. Rottal[3]
- J. F. Steinkopf Verlag
- St. Benno-Verlag Leipzig
- Theologischer Verlag Zürich (TVZ), Zürich
- Trachsel-Verlag, Frutigen
- Tyrolia Verlag, Innsbruck
- UHN Urs-Heinz Nägeli Verlag, Schiers
- Verlag am Birnbach, Birnbach
- Vier-Türme-Verlag Münsterschwarzach
- Voice of Hope Verlag, Reichshof
- Volxbibel-Verlag (heute Marke im SCM-Verlag)
- Verbum Medien, Bad Oeynhausen[4]
- Verlagsgruppe Weltbild, Augsburg
- Windhauch Verlag, Berlin
- Friedrich Wittig Verlag
- Wort im Bild Verlags- und Vertriebsgesellschaft, Altenstadt
- Zwingli Verlag, Zürich (heute in Theologischer Verlag Zürich aufgegangen)

## Musiklabels
- Abakus Musik (LC 06461)
- Abakussi (LC 00869)
- Adlib Music (LC 00673)
- Asaph Musik (LC 02032)
- Anker Musik (LC 07994)
- Blue Rose (kein Labelcode)
- Cap! Music (LC 06860)
- Evangeliumsklänge (später: Sela)
- ERF-Verlag (LC 06314)
- Felsenfest (LC 03623)
- Free Records (LC 06539)
- Frohe Botschaft im Lied (kein Labelcode), heute: Gerth Medien (LC 13743)
- Gerth Medien (LC 13743)
- Gerth Music (LC 12055), heute: Gerth Medien (LC 13743)
- Gesungenes Evangelium
- Go For Music (LC 06991), heute: Gerth Medien (LC 13743)
- Hänssler Classic (LC 06047)
- Hänssler Music (LC 07224)
- Haus der Musik (LC 27929)
- In-Takt (LC 08250), heute: Gerth Medien (LC 13743)
- Janz Team (kein Labelcode), später: Janz Team Music (LC 03583)
- Kawohl Music (LC 02742)
- Kitty (Musiklabel) (LC 06161)
- Kreuz Plus: Musik (LC 06190)
- Lieder des Lebens
- Lord Records (LC 06162), heute: Gerth Medien (LC 13743)
- Missions-Musik-Verlag Georg Scharnowski
- Music House (kein Labelcode), später: Projektion J Music House (LC 01579)
- Pila Music (LC 08632)
- Projektion J Music House (LC 01579)
- Resonanz Music-Production (kein Labelcode)
- Rigaton (LC 10815)
- S+G (LC 06160), heute: Gerth Medien (LC 13743)
- Schulte & Gerth (LC 00895), heute: Gerth Medien (LC 13743)
- Sela (Musiklabel)
- Verlag Singende Gemeinde (LC 00064)

## Radiosender und Internetradio
- crosschannel.de
- Deutsches Christliches Fernsehen
- ERF Plus
- ERF Pop
- Hope channel Radio
- Radio Horeb
- Radio m
- Radio Paradiso
- DWG RADIO

## Fernsehsender
- Bibel TV
- ERF 1
- Hope Channel TV
- K-TV
- EWTN katholisches TV

## Nachrichtenagenturen
- Evangelische Nachrichtenagentur Idea, Wetzlar
- Evangelischer Pressedienst, Wittenberg, heute Frankfurt am Main
- Katholische Nachrichten-Agentur, Bonn

## Zusammenschlüsse in Form von Verbänden und anderen Kooperationsgemeinschaften
- ABC-Team (Verlagskooperation)
- Christlicher Medienverbund KEP
- Edition C (Verlagskooperation)
- Evangelischer Medienverband in Deutschland
- Katholischer Medienverband
- Telos (Verlagskooperation)

## Übergeordnete Organisationen
- ERF Medien
- Gemeinschaftswerk der Evangelischen Publizistik
- Stiftung Christliche Medien
- Stimme der Hoffnung

## Sonstige medienspezifische christliche Einrichtungen
- Evangelische Medienakademie
- Christliche Medienakademie
- Missionswerk Werner Heukelbach
- Musisches Bildungszentrum St. Goar
- Haus der Musik (Wiesbaden)